# Burg Reichenstein (Westerwald)
Die Burg Reichenstein ist die Ruine einer Hangburg auf 225 m ü. NN oberhalb des Holzbachs gegenüber dem gleichnamigen Dorf Reichenstein gut 2 km nordwestlich von Puderbach im Landkreis Neuwied in Rheinland-Pfalz. Die Burg war Stammsitz der Herrschaft Reichenstein

## Geschichte
Eine erste urkundlich belegte Erwähnung der Burg Reichenstein findet sich am 5. Juni 1208 in den kaiserlichen Regesten der regesta-imperii basierend auf Überlieferung durch Koblenz, St.-A. Trierer Copb. IIIb, 214b  nr. 439 u. Fürstl. Öttingensches Archiv. Wallerstein, Cronbergisches Diplomatarium 80a und in den Regesten nachdokumentiert unter Regesten der Pfalzgrafen am Rhein Band 2, Pfalzgraf Ruprecht III - Regg. Pfalzgrafen 2 n. 5342
In dieser kaiserlichen Urkunde bekennt am 5. Juni 1208 in Koblenz, ein Herr Wilhelm zu Reichenstein, er habe den durch Eberhard von der Heyden und Sifrid Bastard zu Runckel auf dem Rhein zwischen Andernach und Coblenz gefangenen Frank von Cronberg auf seine Burg Reichenstein gebracht, damit er dort an diesem Ort „geschatzt und zu gebuntnisse gedrungen“ werde. Weswegen ihm König Ruprecht sowie die Erzbischöfe Friedrich von Köln, Johann von Mainz und Werner von Trier geschrieben hätten, dass er damit des Rheinstroms Fromme erzürnt hätte. Weil er nun erfahren habe, dass diese genannten Fürsten vor seine Burg Reichenstein zu ziehen und ihn zu verderben beabsichtigen würden, lasse er jetzt Frank von Cronberg gegen Ableistung eines Urfedeschwures frei und erbitte sich nun zu Recht bei seinem König vor seinen der drei Kurfürsten. Mitsiegler: Eberhard von der Heyden, Sigfrid der Bastard von Runckel, Gerhard der junge Graf zu Sayn, Salentin der Herr zu Isenburg und Reinhard der Herr zu Westerburg.
Dem nachfolgend ist die Burg Reichenstein in den Jahren 1310 bis 1320 von Ludwig III. von Reichenstein zum Schutz seines Territoriums und eventuell auch als Zollstation zugeschrieben. Wilhelm I. von Isenburg-Braunsberg zwang am 21. Dezember 1331 Ludwig seine neu erbaute Burg ihm zu Lehen aufzutragen. Graf Wilhelm I. von Wied baute auch als Reaktion auf die Burg Reichenstein die 1366 erwähnte Burg Grebeneck, die aber nach einem Vergleich mit Heinrich von Reichenstein in Vergessenheit geriet, wodurch bis heute ihr Standhort nicht auffindbar ist. Die auf dem Köppel bei Seifen in der Gemarkung Döttesfeld gefundenen Mauerreste nahe der Burgruine Reichenstein könnten die Überreste der Burg Grebeneck sein.
Bereits seit dem 16. Jahrhundert galt sie als Ruine und wurde im Jahre 1618 von dem damaligen Besitzer Graf zu Wied zerstört, als der damalige Graf von Sayn sie erwerben wollte. Seitdem ist die Ruine immer weiter verfallen und war bis ins 20. Jahrhundert in Privatbesitz. Seit einigen Jahren wird die Ruine von einem Förderverein betreut, die umfangreichen Sanierungsarbeiten beinhalteten auch die Einrichtung der Walpodenstube, die Platz für ca. 30 Gäste bietet.

## Anlage
Die Burganlage kann zu bestimmten Zeiten besichtigt werden, daneben finden auch immer wieder Feste und Veranstaltungen in und um die Burg statt. Neben den Grundmauern der sonstigen Burggebäude und einem teilweise zugeschütteten, ehemals 40 Meter tiefen Brunnen geben gerade die noch immer hoch aufragenden Ruinen eines viergeschossigen Wohnturmes der Ruine ihr charakteristisches Aussehen.

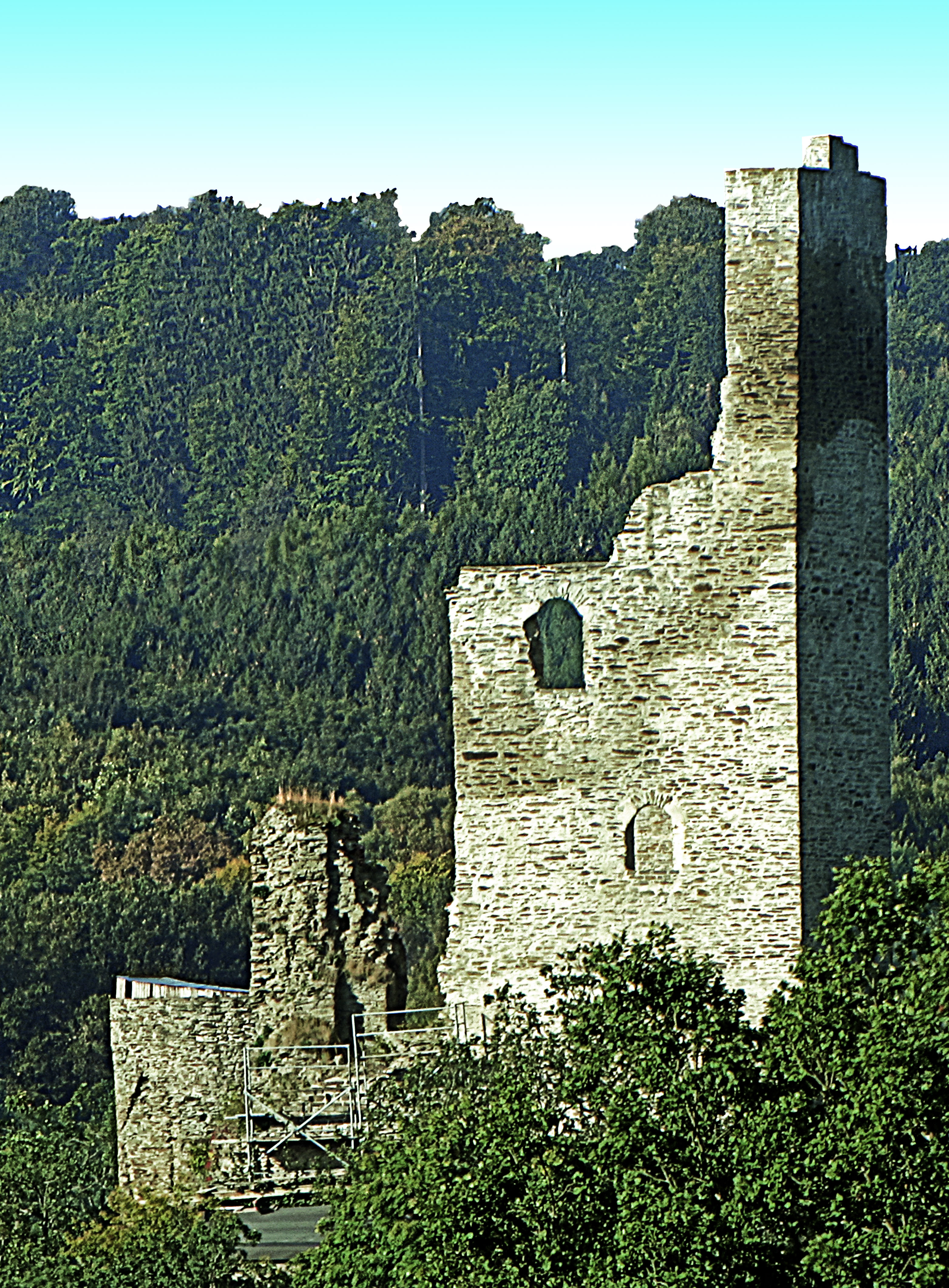
Burg Reichenstein 3
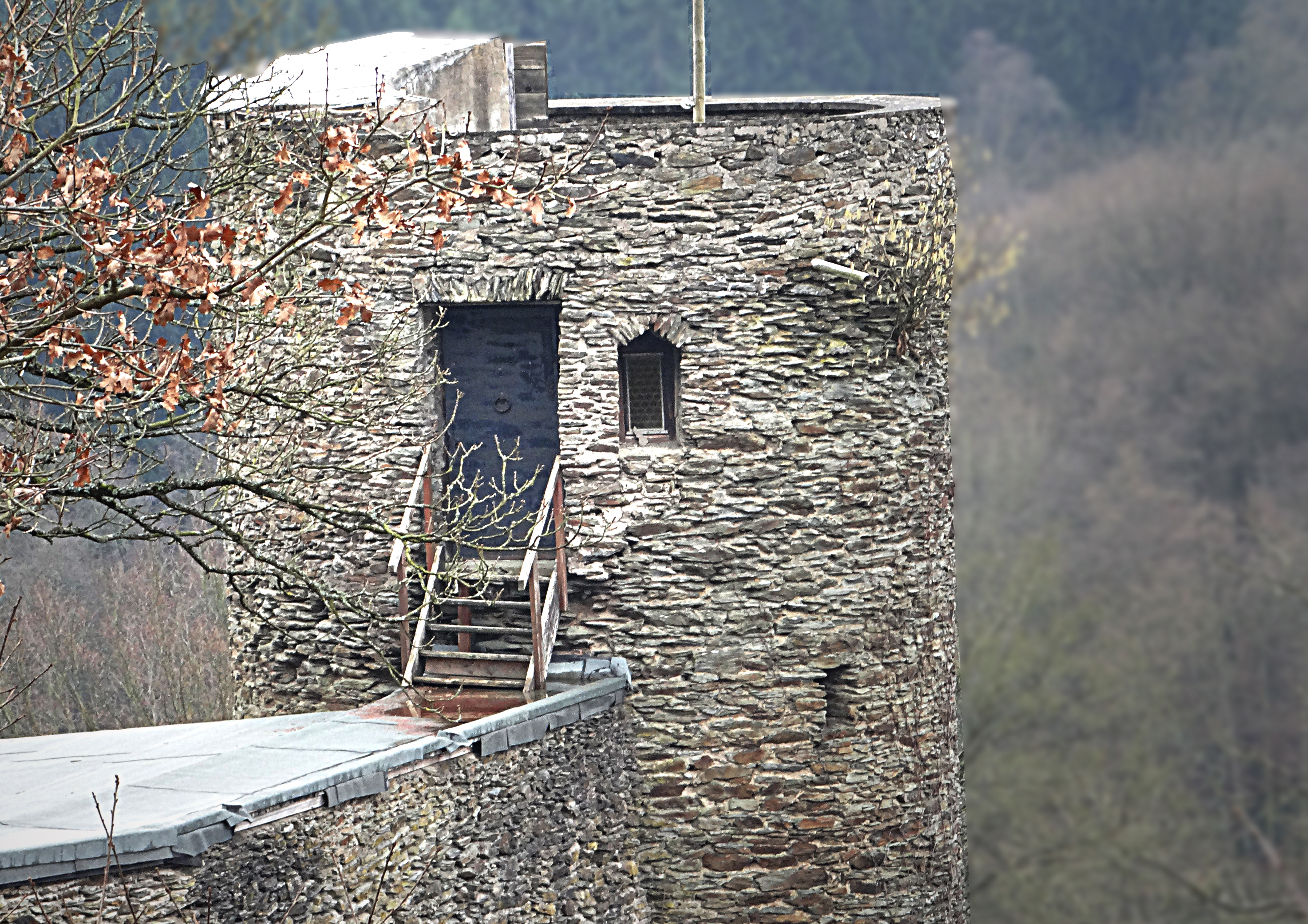
Burg Reichenstein 2
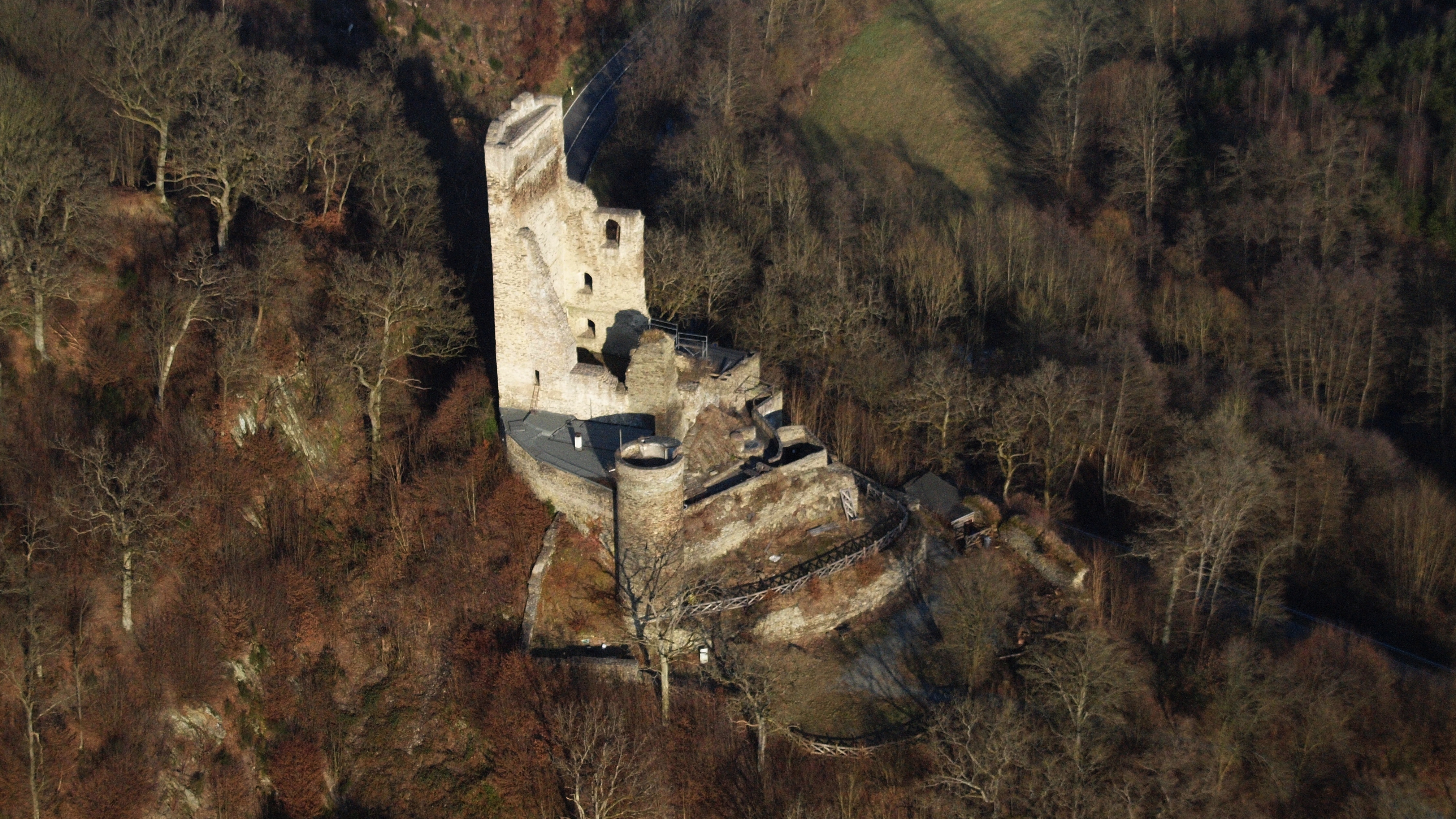
Burg Reichenstein, Luftaufnahme (2015)
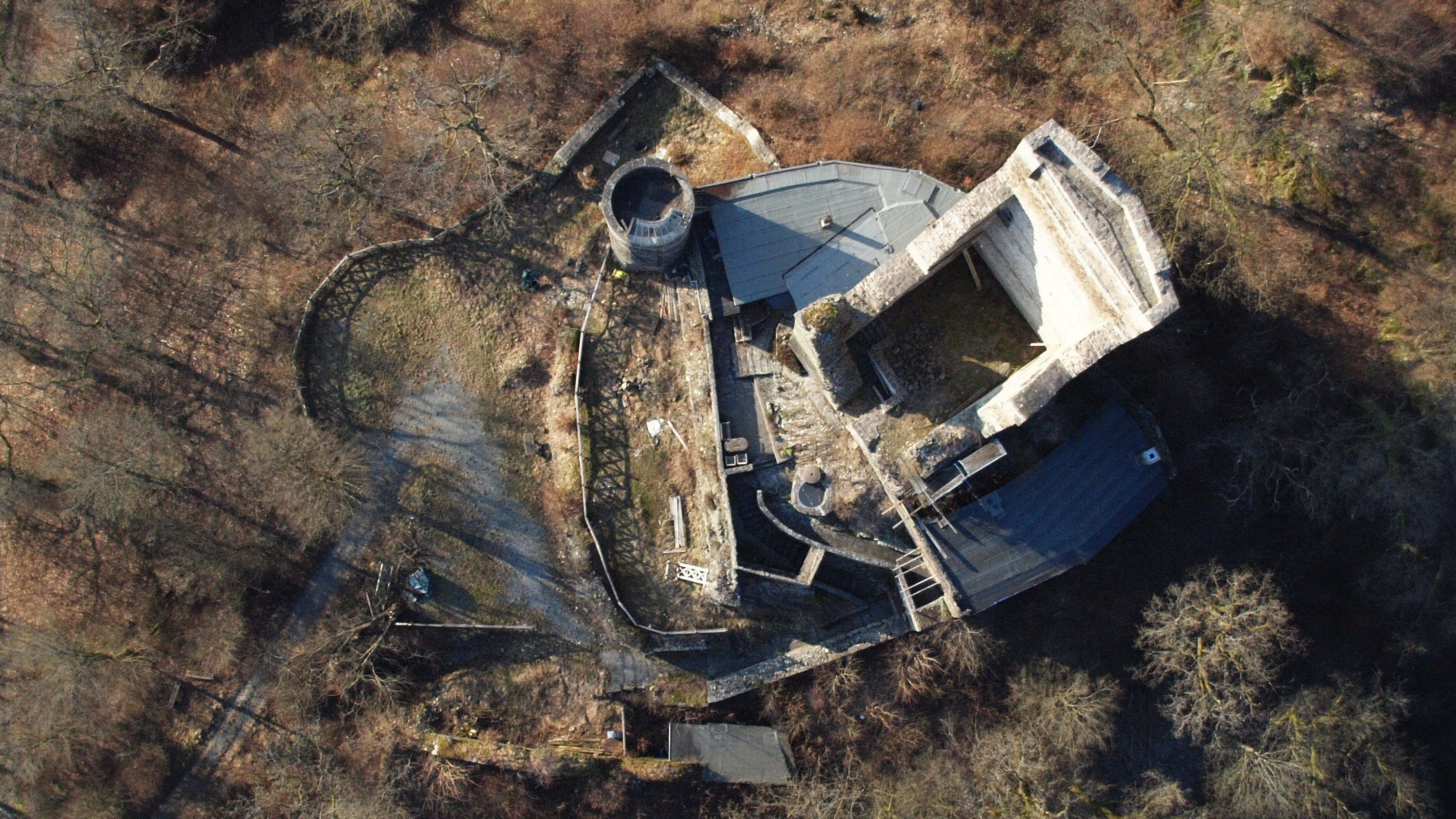
Senkrechtaufnahme (2015)
Wappen von Burg und Herrschaft